# Blastobasis leucotoxa
Blastobasis leucotoxa là một loài bướm đêm thuộc họ Blastobasidae. Nó được tìm thấy ở Úc.